# Sergej Petrovič Kop'ev
Sergej Petrovič Kop'ev, (in russo: Сергей Петрович Копьев) (14 giugno 1821 – San Pietroburgo, 11 febbraio 1893), è stato un generale russo.

## Biografia
Era il figlio di Pëtr Matveevič Kop'ev (1772-1858). Studiò presso il Pavlovsk Cadet Corps, da cui uscì con un vessillo nel reggimento di Volyn.
Nello stesso anno ha superato con successo gli esami di ammissione presso l'Accademia Militare Imperiale. Il 14 aprile 1840 venne promosso a sottotenente, e l'anno successivo, alla fine dell'anno accademico, entrò a far parte dello Stato Maggiore Generale.
Nel febbraio 1842 è stato nominato per servire nel 3º battaglione di fanteria; il 19 aprile fu promosso a tenente. Dal 14 gennaio al 28 febbraio 1843 era un membro del 3º battaglione di fanteria, e poi venne trasferito allo Stato Maggiore. Il 7 aprile 1846 fu promosso a capitano.
Partecipò alla Rivoluzione ungherese del 1848. Nel 1855 ha partecipato alla Battaglia della Cernaia e all'Assedio di Sebastopoli; il 28 novembre fu promosso a colonnello.
Il 5 giugno 1862 fu promosso a tenente generale. Il 6 maggio 1884 fu promosso a generale di fanteria.
Il 3 maggio 1889 fu nominato membro del Consiglio militare.

## Morte
Morì l'11 febbraio 1893 a San Pietroburgo. Fu sepolto nel cimitero della Risurrezione del Convento di Novodevichy.